# Parathyma tamesa
Parathyma tamesa är en fjärilsart som beskrevs av Hans Fruhstorfer 1913. Parathyma tamesa ingår i släktet Parathyma och familjen praktfjärilar. Inga underarter finns listade i Catalogue of Life.